# Monti Hess
I monti Hess sono una catena montuosa situata nella Terra di Palmer, in Antartide. Estesa davanti alla costa di Black per circa 50 km in direzione nordest-sudest e larga al massimo circa 10 km, questa catena montuosa è delimitato a sudovest dal ghiacciaio Runcorn, che la divide dai colli Holmes, a nord dal ghiacciaio Gruening, che la separa dalla penisola Condor, e a est dai ghiacci che ricoprono la superficie dell'insenatura di Hilton, su cui si affaccia la scogliera Dietz, mentre raggiunge la sua massima altitudine, di circa 1500 m s.l.m., nella sua regione centrale.

## Storia
I monti Hess sono stati scoperti e fotografati per la prima volta durante una ricognizione svolta nel corso della spedizione del Programma Antartico degli Stati Uniti d'America condotta nel 1939-41 al comando di Richard Evelyn Byrd. Fotografata e mappata più dettagliatamente dai membri dello United States Geological Survey grazie a fotografie aeree scattate dalla marina militare statunitense durante ricognizioni effettuate tra il 1966 e il 1969, la formazione è stata così battezzata nel 1978 dal comitato consultivo dei nomi antartici in onore del geologo statunitense Harry H. Hess, che insegnò geologia all'Università di Princeton dal 1948 al 1969.